# 黃衍輝
黃衍輝：生平不詳，據前輩詩人林精鏐(筆名：林芳年)說：黃君曾於1940年左右慕名至鹽分地帶訪王登山，而林先生於佳里設宴款待他，黃君為台灣中部人，時年約二十五至二十七歲，自「大東亞戰爭」發生之後，即失去連絡，黃氏的詩作頗多，均發表於《台灣新聞》文藝欄。

## 作品
黃衍輝的日文詩〈年老的故鄉〉、〈廢港〉，戰後由台灣詩人陳千武翻譯成中文，之後被收錄在陳明台主編的《陳千武譯詩選集》裡。